# Isla de Bagatao
Bagatao es una isla filipina, situada al sur de la de Luzón.

## Descripción
La isla, situada al sur de la de Luzón, pertenece al municipio de Magallanes, en la provincia de Sorsogón. Aparece descrita en el primer volumen del Diccionario geográfico, estadístico, histórico de las Islas Filipinas (1850) de Manuel Buzeta Núñez y Felipe Bravo con las siguientes palabras:

BAGATAO (isla de): es una islita adyacente á la costa S. de Luzon, de la cual la separa por la parte oriental de dicha islita un canal estrecho; está adscrita á la prov. de Albay, y á la dióc. de Nueva-Cáceres. Hállase su centro en los 127° 27' 30" long., y los 12° 50' 30" lat.; su longitud de O. N. O. á E. S. E. viene á ser como de ¾ leg. y de ¼ leg. su anchura: esta islita cierra por la parte S. E. la boca esterior del seno de Sorsogon.
(Buzeta y Bravo, 1850, p. 324)